# Johann Baese
Johann Christian Bernhard Baese oder Bäse (geboren am 8. März 1790 in Braunschweig; begraben am 7. August 1837 in Madrid) war ein Maler, Kopist und Kunstsammler aus Braunschweig, der in Madrid sein Leben durch Selbstmord beendete. Er wirkte auch unter dem Pseudonym Carlo Baese und wurde irrtümlich auch „Johann Karl Bäse“ genannt.

## Leben
Baese war ein Sohn des Schneidermeisters Johann Georg Julius Baese (1762–1825). Er wurde in der Braunschweiger Lackwarenfabrik von Johann Heinrich Stobwasser zum Maler und Kopisten ausgebildet und fertigte für diese auch Miniaturen an. Dabei soll er überwiegend nach holländischen Vorlagen gearbeitet haben. Durch ein herzogliches Stipendium konnte er sich im Jahr 1818 zu einem mehrjährigen Studium nach Italien begeben und hielt sich von 1821 bis zum Frühjahr 1824 in Rom auf, wo er Kopien nach Raffael anfertigte. Er schloss sich dort den Nazarenern an, kam von Rom, gefördert durch den Großherzog Ferdinand III. von Toskana, nach Florenz, wo er den Bremer Kaufmann Hermann Dietrich Retberg († 17. August 1830) kennenlernte, der ihn ebenfalls unterstützte. So konnte er seine Raffaelstudien fortsetzen und bereiste mit Johann David Passavant auch England.

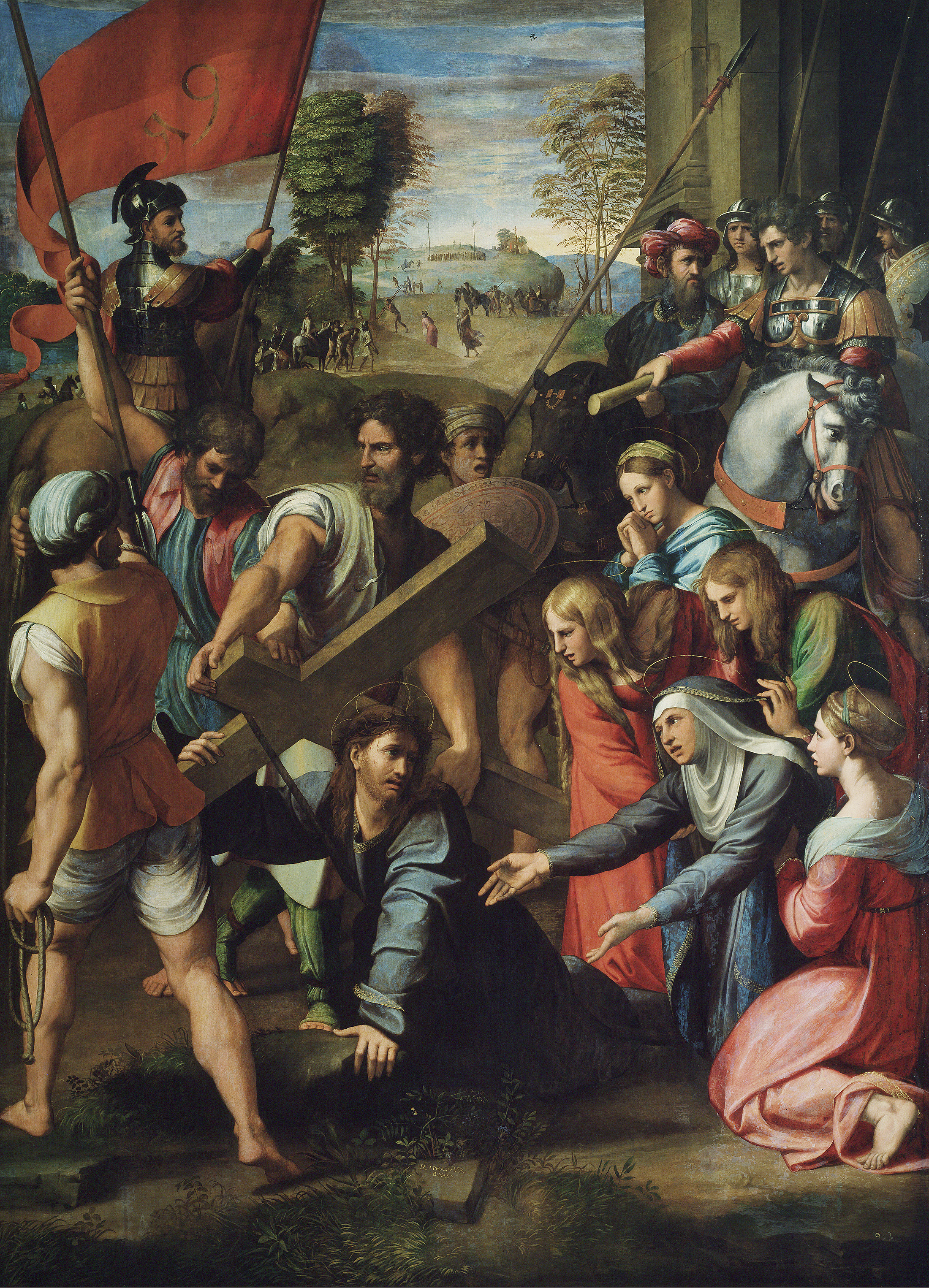
Raffael: Spasimo di Sicilia

Baese war als Kopist für den Braunschweiger Herzog Karl II. tätig. Er fertigte für diesen 1824 unter anderem ein Bildnis der Vittoria Caldoni, die als Muse des Künstlervereins um August Kestner in Rom galt. Das Originalporträt ging verloren, es wurde jedoch von dem Kupferstecher Friedrich Knolle, der ein Freund Baeses war, unter dem Titel Die schone Albaneserin überliefert. Er selbst hatte eine Sammlung früher italienischer Malerei angelegt, die als eine der ältesten in Deutschland gilt. Geschätzt wurden seine Genreszenen und Porträtbildnisse, und er galt als Spezialist für Kopien nach Raffaels Werken. Als seine letzte Arbeit gilt eine von den Erben Retbergs bestellte Kopie nach Raffaels Lo spasimo di Sicilia (Kreuztragung) aus dem Prado in Madrid für den Hauptaltar des Bremer Doms. Er soll mit der eigenen Ausführung so unzufrieden gewesen sein, dass er sein Leben 1837 beendete, ohne das Gemälde zu vollenden. Er besaß eine Madonna mit Kind (ein Frühwerk des Malers Masolino da Panicale von 1423), die er 1823 dem Bremer Kunstverein schenkte.

## Werke (Auswahl)

Hofkapellmeister Johann Gottlob Wiedebein

- Kreuztragung, Kopie nach Raffael für den Bremer Dom

Kunsthalle Bremen, Kopien nach Raffael (seit 1945 verschollen)
- Madonna della casa Tempi
- Madonna del Granduca
- Madonna del Cardellino

Städtisches Museum Braunschweig
- Hl. Familie, oder Geburt Christi
- Porträt: Schneidermeister Johann Georg Julius Baese (1762–1825), Vater des Künstlers
- Madonna della Sedia (nach Raffael)
- Bildnis Hofrat Dr. med. Georg August Heinrich Mühlenbein (1764–1845)
- Bildnis des Hofkapellmeisters Johann Gottlob Wiedebein (1779–1854)